# بيكيت (فلم)
بيكيت (بالإنجليزية: Becket) هو فيلم دراما تم إنتاجه في المملكة المتحدة والولايات المتحدة وصدر في سنة 1964، الفيلم يحكي قصة علاقة هنري الثاني مع صديقه القديس توماس بيكيت وصراعهم، الفيلم من بطولة بيتر أوتول وريتشارد برتون.

## الميزانية والإيرادات
بلغت تكلفة إنتاج الفيلم حوالي 3 ملايين دولار بينما حقق أرباحا تقدر بـ 9,164,370 دولار.

### ترشيحات وجوائز
| السنة | الحدث  | الفئة     | النتيجة |
| ----- | ------ | --------- | ------- |
|       | أوسكار | أفضل فيلم | ترشـيـح |

## وصلات خارجية
- مقالات تستعمل روابط فنية بلا صلة مع ويكي بيانات

1. ↑  "معلومات عن بيكيت (فيلم) على موقع svenskfilmdatabas.se". svenskfilmdatabas.se. مؤرشف من الأصل في 2019-12-14.
2. ↑  "معلومات عن بيكيت (فيلم) على موقع synchronkartei.de". synchronkartei.de. مؤرشف من الأصل في 2019-03-21.
3. ↑  "معلومات عن بيكيت (فيلم) على موقع movie.walkerplus.com". movie.walkerplus.com. مؤرشف من الأصل في 2013-06-19.